# Guvernul Ion Gh. Maurer (3)

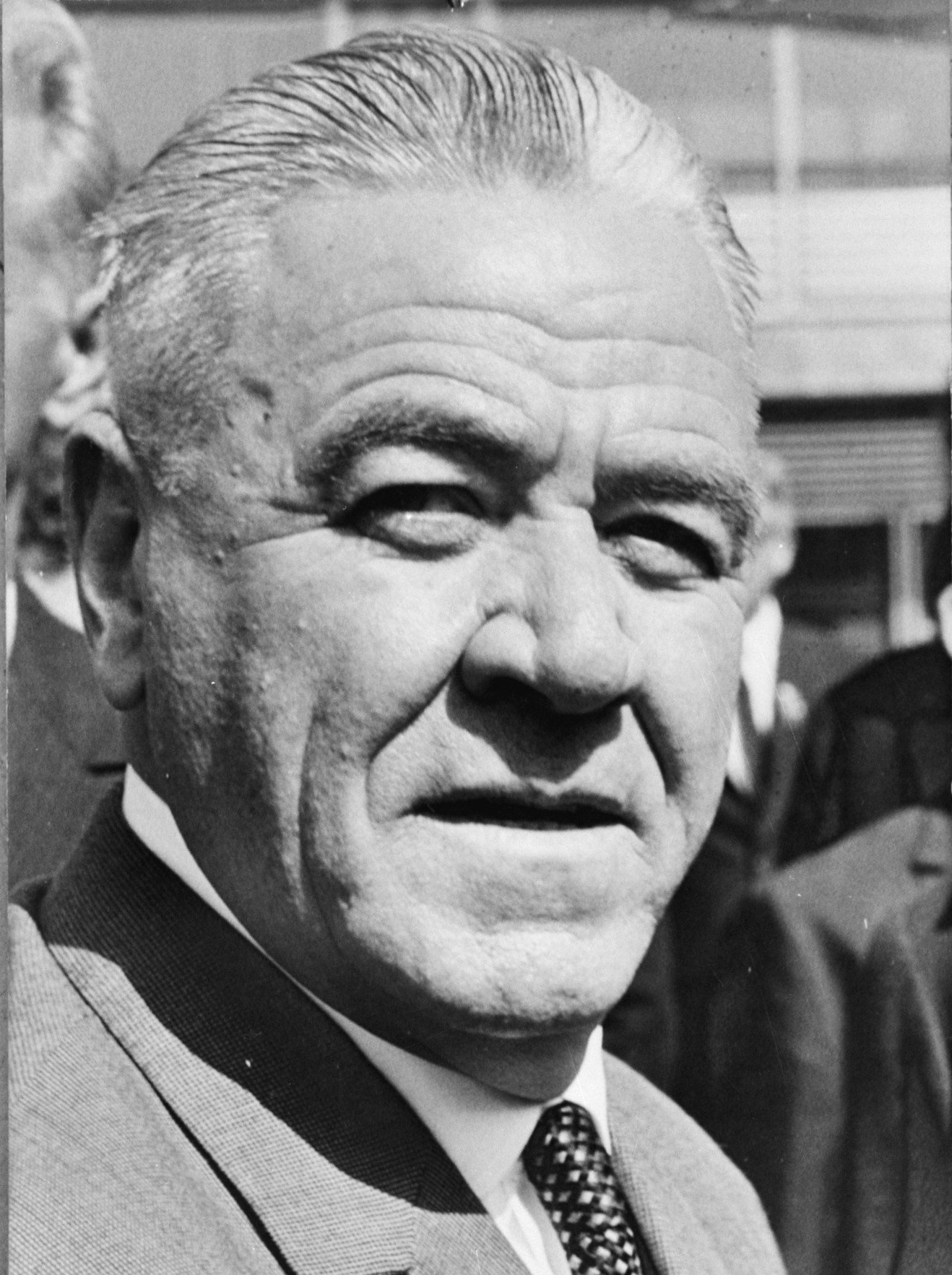
Maurer în 1967

Guvernul Ion Gh. Maurer (3) a fost un consiliu de miniștri care a guvernat România în perioada 21 august 1965 - 8 decembrie 1967.

## Componența
- Președintele Consiliului de Miniștri

Ion Gheorghe Maurer (21 august 1965 - 8 decembrie 1967)

### Vicepreședinți ai Consiliului de Miniștri
- Prim-vicepreședinte al Consiliului de Miniștri

Emil Bodnăraș (21 august 1965 - 8 decembrie 1967)
- Prim-vicepreședinte al Consiliului de Miniștri

Gheorghe Apostol (21 august 1965 - 3 ianuarie 1967)
Ilie Verdeț (3 ianuarie - 8 decembrie 1967)
- Prim-vicepreședinte al Consiliului de Miniștri

Alexandru Bârlădeanu (21 august 1965 - 8 decembrie 1967)
- Vicepreședinte al Consiliului de Miniștri

Alexandru Moghioroș (21 august 1965 - 8 decembrie 1967)
- Vicepreședinte al Consiliului de Miniștri

János Fazekas (21 august 1965 - 8 decembrie 1967)
- Vicepreședinte al Consiliului de Miniștri

Gheorghe Gaston Marin (21 august 1965 - 8 decembrie 1967)
- Vicepreședinte al Consiliului de Miniștri

Petre Blajovici (21 august 1965 - 8 decembrie 1967)
- Vicepreședinte al Consiliului de Miniștri

Iosif Banc (21 august 1965 - 8 decembrie 1967)
- Vicepreședinte al Consiliului de Miniștri

Gheorghe (Gogu) Rădulescu (21 august 1965 - 8 decembrie 1967)
- Vicepreședinte al Consiliului de Miniștri

Ilie Verdeț (21 august 1965 - 3 ianuarie 1967)
- Vicepreședinte al Consiliului de Miniștri

Roman Moldovan (23 decembrie 1965 - 8 decembrie 1967)

### Miniștri
- Ministrul de interne

Cornel Onescu (21 august 1965 - 8 decembrie 1967)
- Ministrul de externe

Corneliu Mănescu (21 august 1965 - 8 decembrie 1967)
- Ministrul justiției

Adrian Dumitriu (21 august 1965 - 8 decembrie 1967)
- Ministrul forțelor armate

Leontin Sălăjan (21 august 1965 - 30 august 1966)
Ion Ioniță (30 august 1966 - 8 decembrie 1967)
- Președintele Comitetului de Stat al Planificării (cu rang de ministru)

Gheorghe Gaston Marin (21 august - 23 decembrie 1965)
Maxim Berghianu (23 decembrie 1965 - 8 decembrie 1967)
- Ministrul finanțelor

Aurel Vijoli (21 august 1965 - 8 decembrie 1967)
- Ministerul industriei metalurgice

Ion Marinescu (21 august 1965 - 8 decembrie 1967)
- Ministrul chimiei și industriei chimice

Mihail Florescu (21 august - 25 octombrie 1965)
Constantin Scarlat (25 octombrie 1965 - 8 decembrie 1967)
- Ministrul petrolului

Alexandru Boabă (21 august 1965 - 8 decembrie 1967)
- Ministrul minelor

Bujor Almășan (21 august 1965 - 8 decembrie 1967)
- Ministrul energiei electrice

Emil Drăgănescu (21 august 1965 - 8 decembrie 1967)
- Ministrul industriei construcțiilor

Dumitru Mosora (21 august 1965 - 8 decembrie 1967)
- Ministrul construcțiilor de mașini

Mihai Marinescu (21 august 1965 - 8 decembrie 1967)
- Ministrul construcțiilor pentru industria chimică și rafinării

Matei Ghigiu (25 decembrie 1966 - 8 decembrie 1967)
- Ministrul industriei ușoare

Alexandru Sencovici (21 august 1965 - 8 decembrie 1967)
- Președintele Consiliului Superior al Agriculturii

Nicolae Giosan (21 august 1965 - 8 decembrie 1967)
- Ministrul economiei forestiere

Mihai Suder (21 august 1965 - 8 decembrie 1967)
- Ministrul industriei alimentare

Bucur Șchiopu (21 august 1965 - 8 decembrie 1967)
- Ministrul comerțului interior

Mihail Levente (21 august 1965 - 8 decembrie 1967)
- Ministrul comerțului exterior

Gheorghe Cioară (21 august 1965 - 8 decembrie 1967)
- Ministrul transporturilor și telecomunicațiilor

Dumitru Simulescu (21 august - 19 decembrie 1965)
- Ministrul căilor ferate

Dumitru Simulescu (19 decembrie 1965 - 1 aprilie 1966)
Florian Dănălache (1 aprilie 1966 - 8 decembrie 1967)
- Ministrul transporturilor auto, navale și aeriene

Ion Baicu (19 decembrie 1965 - 8 decembrie 1967)
- Ministrul poștelor și telecomunicațiilor

Mihai Bălănescu (19 decembrie 1965 - 8 decembrie 1967)
- Ministrul sănătății și prevederilor sociale

Voinea Marinescu (21 august 1965 - 28 august 1966)
Aurel Moga (28 august 1966 - 8 decembrie 1967)
- Ministrul învățământului

Ștefan Bălan (21 august 1965 - 8 decembrie 1967)

### Miniștri secretari de stat
- Președintele Comitetului de Stat pentru Cultură și Artă (cu rang de ministru)

Pompiliu Macovei (21 august 1965 - 8 decembrie 1967)
- Președintele Consiliului Național al Cercetării Științifice (cu rang de ministru)

Roman Moldovan (23 decembrie 1965 - 8 decembrie 1967)
- Președintele Comitetului de Stat pentru Îndrumarea și Controlul Organizațiilor Locale ale Administrației de Stat (cu rang de ministru)

Cornel Fulger (30 decembrie 1965 - 8 decembrie 1967)
- Președintele Comitetului de Stat pentru Protecția Muncii (cu rang de ministru)

Dumitru Petrescu (30 decembrie 1965 - 8 decembrie 1967)
- Președintele Comitetului de Stat pentru Problemele de Muncă și Salarii (cu rang de ministru)

Taigar Simion (21 august 1965 - 28 septembrie 1966)
Petre Lupu (28 septembrie 1966 - 8 decembrie 1967)
- Președintele Colegiului Oficiului Național de Turism (ONT) (cu rang de ministru)

Nicolae Bozdog (6 aprilie - 8 decembrie 1967)
- Președintele Comitetului de Stat al Apelor (cu rang de ministru)

Gheorghe Hossu (6 aprilie - 8 decembrie 1967)

## Sursa
- Stelian Neagoe - "Istoria guvernelor României de la începuturi - 1859 până în zilele noastre - 1995" (Ed. Machiavelli, București, 1995)
- Rompres Arhivat în 11 februarie 2007, la Wayback Machine.

| Precedat(ă) de: Guvernul Ion Gh. Maurer (2) | Guvernul Ion Gh. Maurer (3) 21 august 1965 - 8 decembrie 1967 | Succedat(ă) de: Guvernul Ion Gh. Maurer (4) |